# Ulica Andrzeja Struga w Łodzi

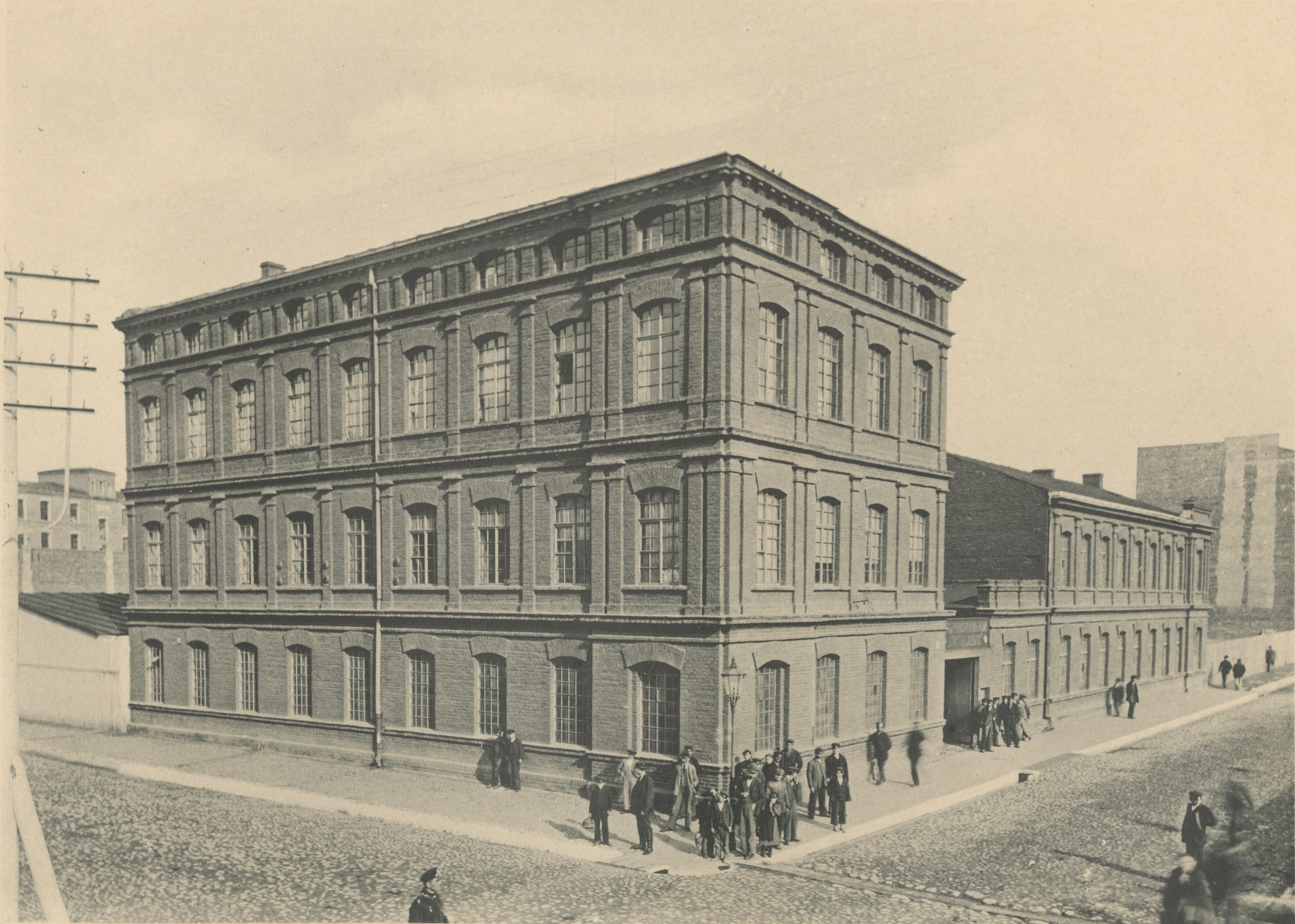
Fabryka Welocypedów Braci Lange – ulica Andrzeja Struga róg Gdańskiej (fot. Bronisław Wilkoszewski, 1896)

Ulica Andrzeja Struga, potoczna nazwa: Andrzeja – ulica w Łodzi.
Ulica Andrzeja Struga ma prawie 1,9 kilometra długości i łączy ulicę Piotrkowską z aleją Włókniarzy. Ulica na odcinkach pomiędzy ul. Piotrkowską i al. Kościuszki oraz ul. Wólczańską i ul. Żeromskiego jest ulicą o ruchu jednokierunkowym w kierunku zachodnim.

## Historia
Ulica powstała podczas regulacji (utworzenia) w latach 1824–1828 osady tkaczy, którą nazwano Łódka. Przecznica ul. Piotrkowskiej na całej długości nosiła nazwę Przejazd. We wrześniu 1863 Rada Miasta zdecydowała, że odcinek ulicy na zachód od Piotrkowskiej, który jeszcze w 1860 był drogą bez numeracji placów i bez domów, będzie nosił nazwę św. Andrzeja. Ulica nazwana została na cześć prezydenta Łodzi Andrzeja Rosickiego, który sprawował urząd w latach 1862–1865 i w okresie powstania styczniowego. Zaskarbił sobie tak dużą sympatię wśród łodzian, że postanowili jedną z ulic nazwać jego imieniem. Dla niepoznaki, aby zaborca się zgodził, dodano w nazwie ulicy przymiotnik święty. Mimo że ulica po II wojnie światowej otrzymała nazwę Andrzeja Struga, wielu łodzian nadal nazywa ją ulicą Andrzeja.
W latach 1915–1918 ulica nazywała się Andreasstrasse, w 1940 odcinek od Piotrkowskiej do Łąkowej przemianowano na Tannenbergstrasse, a następnie na Meisterhausstrasse, a odcinek od Łąkowej do Towarowej (ob. al. Włókniarzy) na Immelmannstrasse.

## Ważniejsze obiekty
- nr 2 – zabytkowa kamienica Edwarda Lungena, nr rej.: A/7 z 4 marca 2003[6]
- nr 3 – zabytkowa kamienica II Łódzkiego Tow. Pożyczkowo-Oszczędnościowego (NNZOZ Salve, Księgarnia-Antykwariat „NIKE”), nr rej.: A/359 z 6 lutego 1995[6]
- nr 4 – zabytkowa kamienica, nr rej.: A/103 z 29.12.2010[6]
- nr 14 – dawna siedziba Miejskiej Biblioteki Publicznej Łódź-Śródmieście im. Andrzeja Struga
- nr 33 – Miejska Biblioteka Publiczna Łódź-Polesie
- nr 42 – zabytkowy dom, w którym mieszkał Julian Tuwim (tablica na kamienicy upamiętniająca Tuwima), nr. rej.: 617-VII-30 z 22 lutego 1955, ZS/2/23 z 3 kwietnia 1964 oraz A/23 z 20 stycznia 1971[6]
- nr 61/63 – zabytkowy zespół d. Fabryki Kindermanna (ob. Zakłady Przemysłu Cukierniczego UNITOP–OPTIMA S.A.), nr. rej.: A/325/1-2 z 5 lutego 1992[6]

## Numeracja i kody pocztowe
- Numery parzyste: 2–88
- Numery nieparzyste: 5–65
- Kody pocztowe: 90-420 (1-7); 90-609 (9-17); 90-613 (19-23); 90-631 (25-35); 90-632 (37-43); 90-640 (45-55); 90-648 (57-d.k.); 90-426 (2-10); 90-513 (12-28); 90-501 (30-44); 90-567 (46-64); 90-557 (66-d.k.)[7]